# Uciekła mi przepióreczka (dramat)
Uciekła mi przepióreczka – dramat Stefana Żeromskiego z 1924.

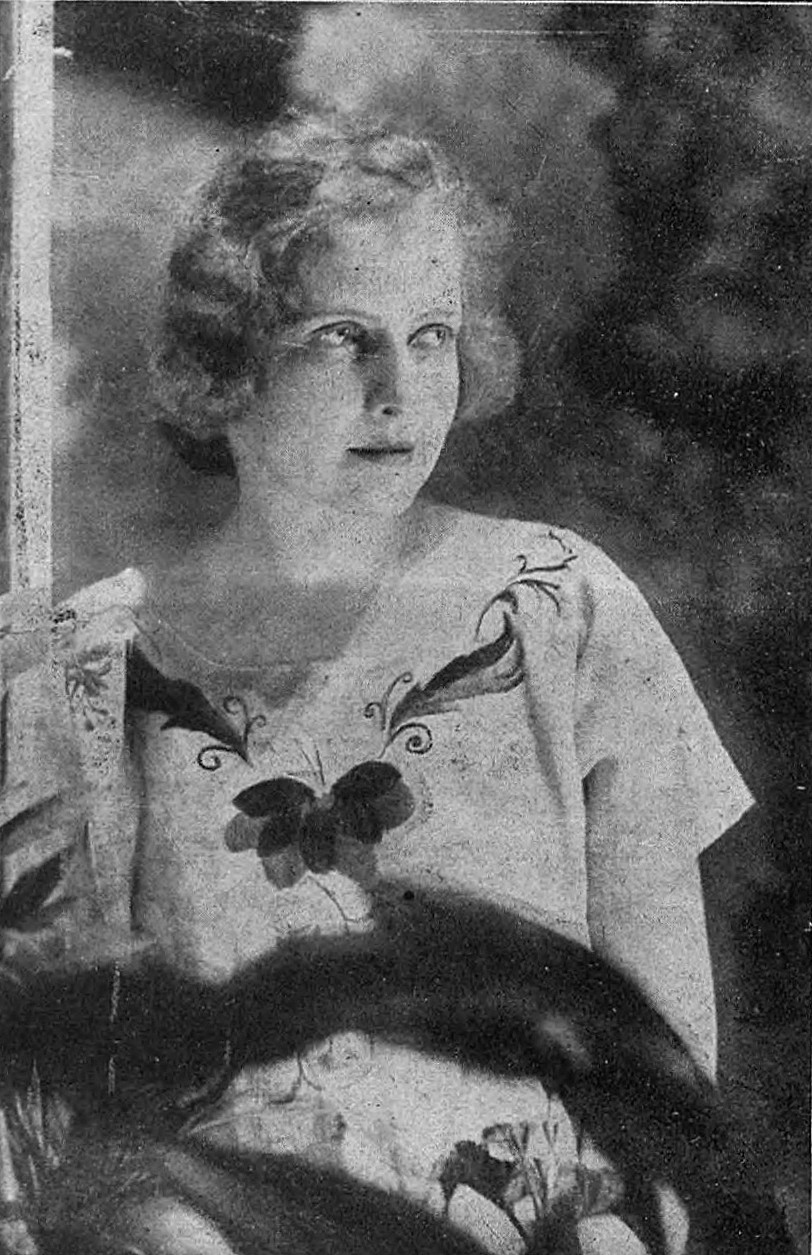
Maria Malanowicz-Niedzielska jako Dorota Smuguń w dramacie Uciekła mi przepióreczka (1925)

## Opis
Dramat wystawiony został po raz pierwszy w 1925 w Teatrze Narodowym w Warszawie przez Juliusza Osterwę, a następnie wielokrotnie w trakcie całego dwudziestolecia. W 1937 Jerzy Zawieyski napisał sztukę Powrót Przełęckiego, w której opisał dalsze losy bohaterów i uniwersytetu ludowego.
Utwór opowiada historię Edwarda Przełęckiego, naukowca i działacza społecznego, który we współpracy z nauczycielami zamierza powołać w Porębianach uniwersytet ludowy. W Edwardzie zakochuje się jednak nauczycielka Dorota Smugoniowa. Edward, mimo uczucia, którym również darzy Dorotę, świadomie wywołuje skandal, by skompromitować się w jej oczach. Robi to, aby ratować małżeństwo Smugoniów oraz ideę uniwersytetu ludowego. Następnie wyjeżdża z miejscowości.